# Tanorus empheres
Tanorus empheres är en nattsländeart som beskrevs av Arturs Neboiss 1984. Tanorus empheres ingår i släktet Tanorus och familjen Hydrobiosidae. Inga underarter finns listade i Catalogue of Life.